# Игуманија Салафаила (Баштовановић)
Салафаила (световно Илинка Баштовановић; Рача код Бајине Баште, 16. јун 1939 — Манастир Благовештење Рудничко, 22. март 2025) била је монахиња Српске православне цркве и игуманија Манастира Благовештења Рудничкога.

## Биографија
Игуманија Салафаила (Баштовановић), рођена је 16. јуна 1939. године у селу Рача код Бајине Баште, од честитих родитеља земљорадника њена мајка мати Пелагија била је монахиња овог манастира. Основно образовање завршила је у Рачи и Бајиној Башти.
У Манастир Благовештење Рудничко код Страгара, долази 15. септембра 1957. године. Замонашена је 13. августа 1960. године у Манастиру Благовештењу руком епископа шумадијскога господина Валеријана Стефановића, а по чину мале схиме 11. марта 1984. године од епископа шумадијскога Саве Вуковића.
Након упокојења игуманије Манастира Благовештења Рудничкога, мати Михаиле Кнежевић, 17. децембра 2014. године благословом епископа шумадијскога Јована Младеновића, изабрана је за игуманију манастира. Упокојила се у господу 21. марта 2025. године у Манастиру Благовештењу Рудничкому где је и сахрањена.